# Final de la Liga de Campeones de la UEFA 2012-13
La final de la UEFA Champions League 2012-2013 fue el último partido de la 58.ª temporada de la Liga de Campeones de la UEFA. La final se disputó el 25 de mayo de 2013. Por segunda vez en tres años, fue en Londres, Inglaterra, en el estadio de la Selección Inglesa de Fútbol, el Estadio de Wembley.
Además de la final de la edición 2010/11, el Estadio de Wembley original había albergado ya cinco finales en las temporadas 1962/63, 1967/68, 1970/71, 1977/78 y 1991/92. Fue la primera final de UEFA Champions League entre 2 equipos alemanes -el Borussia Dortmund y el Bayern de Múnich- y la cuarta final entre dos clubes del mismo país, tras la del año 2000, la del año 2003 y la de 2008.
En cuanto al desarrollo del partido en sí, la final ha sido calificada como una de las mejores en los últimos años. Tras un primer período sin goles (aunque con muchas ocasiones) fue el Bayern quien con un gol de Mario Mandžukić abrió el marcador. Empató para el Borussia İlkay Gündoğan, al transformar un penalti sobre Marco Reus. Cuando el encuentro se encaminaba a la prórroga, Arjen Robben, tras un taconazo de Franck Ribéry, anotó el 2–1 definitivo dando al conjunto muniqués la quinta Copa de Europa.

## Finalistas
En negrita las finales ganadas.
| Equipos           | Finales jugadas anteriormente                                                    |
| ----------------- | -------------------------------------------------------------------------------- |
| Borussia Dortmund | 1996-97.                                                                         |
| Bayern Múnich     | 1973-74, 1974-75, 1975-76, 1981-82, 1986-87 1998-99, 2000-01, 2009-10 y 2011-12. |

## Sede
El estadio de Wembley, el estadio nacional de Inglaterra y sede de la selección nacional de fútbol de Inglaterra, fue anunciado como sede de la final de 2013 el 16 de junio de 2011. Habiendo sido sede de la final de 2011, Wembley hizo historia al ser el primer estadio en la historia del torneo en albergar la final dos veces en tres años.
En respuesta al corto periodo de tiempo transcurrido entre las dos finales, el presidente de la UEFA Michel Platini explicó que la final de 2013 conmemorará los 150 años de existencia de la Football Association inglesa.
| Inglaterra                   |                 |                 |                 |
| Ciudad                       | Estadio         |                 |                 |
| Londres                      | Wembley Stadium | Wembley Stadium | Wembley Stadium |
|                              |                 |                 |                 |
| 90 000 espectadores          |                 |                 |                 |
| Final Liga de Campeones 2013 |                 |                 |                 |

## Bayern Múnich
| Fecha                                                                                                 | Fase                     | Estadio                            | Local         | Resultado | Visitante     |
| --- | ------------------------ | ---------------------------------- | ------------- | --------- | ------------- |
| 19 de septiembre de 2012                                                                              | Fase de grupos Grupo F   | Fußball Arena München, Múnich      | Bayern Múnich | 2 – 1     | Valencia      |
| 2 de octubre de 2012                                                                                  | Fase de grupos Grupo F   | Estadio Dinamo, Minsk              | BATE Borisov  | 3 – 1     | Bayern Múnich |
| 23 de octubre de 2012                                                                                 | Fase de grupos Grupo F   | Grand Stade Lille Métropole, Lille | Lille         | 0 – 1     | Bayern Múnich |
| 7 de noviembre de 2012                                                                                | Fase de grupos Grupo F   | Fußball Arena München, Múnich      | Bayern Múnich | 6 – 1     | Lille         |
| 20 de noviembre de 2012                                                                               | Fase de grupos Grupo F   | Estadio de Mestalla, Valencia      | Valencia      | 1 – 1     | Bayern Múnich |
| 5 de diciembre de 2012                                                                                | Fase de grupos Grupo F   | Fußball Arena München, Múnich      | Bayern Múnich | 4 – 1     | BATE Borisov  |
| Bayern Múnich se clasificó a octavos de final quedando primero en su grupo con 13 puntos.             |                          |                                    |               |           |               |
| 19 de febrero de 2013                                                                                 | Octavos de final Llave 5 | Emirates Stadium, Londres          | Arsenal       | 1 – 3     | Bayern Múnich |
| 13 de marzo de 2013                                                                                   | Octavos de final Llave 5 | Fußball Arena München, Múnich      | Bayern Múnich | 0 – 2     | Arsenal       |
| Bayern Múnich se clasificó a cuartos de final con un global de 3–3 por la regla del gol de visitante. |                          |                                    |               |           |               |
| 2 de abril de 2013                                                                                    | Cuartos de final Llave 4 | Fußball Arena München, Múnich      | Bayern Múnich | 2 – 0     | Juventus      |
| 10 de abril de 2013                                                                                   | Cuartos de final Llave 4 | Juventus Stadium, Turín            | Juventus      | 0 – 2     | Bayern Múnich |
| Bayern Múnich se clasificó a Semifinales con un global de 4–0.                                        |                          |                                    |               |           |               |
| 23 de abril de 2013                                                                                   | Semifinales Llave 1      | Fußball Arena München, Múnich      | Bayern Múnich | 4 – 0     | Barcelona     |
| 1 de mayo de 2013                                                                                     | Semifinales Llave 1      | Camp Nou, Barcelona                | Barcelona     | 0 – 3     | Bayern Múnich |
| Bayern Múnich se clasificó a la Final con un global de 7–0.                                           |                          |                                    |               |           |               |

## Borussia Dortmund
| Fecha                                                                                         | Fase                     | Estadio                                  | Local             | Resultado | Visitante         |
| --------------------------------------------------------------------------------------------- | ------------------------ | ---------------------------------------- | ----------------- | --------- | ----------------- |
| 18 de septiembre de 2012                                                                      | Fase de grupos Grupo D   | Signal Iduna Park, Dortmund              | Borussia Dortmund | 1 – 0     | Ajax Ámsterdam    |
| 3 de octubre de 2012                                                                          | Fase de grupos Grupo D   | Estadio Ciudad de Mánchester, Mánchester | Manchester City   | 1 – 1     | Borussia Dortmund |
| 24 de octubre de 2012                                                                         | Fase de grupos Grupo D   | Signal Iduna Park, Dortmund              | Borussia Dortmund | 2 – 1     | Real Madrid       |
| 6 de noviembre de 2012                                                                        | Fase de grupos Grupo D   | Estadio Santiago Bernabéu, Madrid        | Real Madrid       | 2 – 2     | Borussia Dortmund |
| 21 de noviembre de 2012                                                                       | Fase de grupos Grupo D   | Johan Cruyff Arena, Ámsterdam            | Ajax Ámsterdam    | 1 – 4     | Borussia Dortmund |
| 4 de diciembre de 2012                                                                        | Fase de grupos Grupo D   | Signal Iduna Park, Dortmund              | Borussia Dortmund | 4 – 1     | Manchester City   |
| Borussia Dortmund se clasificó a octavos de final quedando primero en su grupo con 14 puntos. |                          |                                          |                   |           |                   |
| 13 de febrero de 2013                                                                         | Octavos de final Llave 2 | Donbass Arena, Donetsk                   | Shakhtar Donetsk  | 2 – 2     | Borussia Dortmund |
| 5 de marzo de 2013                                                                            | Octavos de final Llave 2 | Signal Iduna Park, Dortmund              | Borussia Dortmund | 3 – 0     | Shakhtar Donetsk  |
| Borussia Dortmund se clasificó a cuartos de final con un global de 5–2.                       |                          |                                          |                   |           |                   |
| 3 de abril de 2013                                                                            | Cuartos de final Llave 1 | Estadio La Rosaleda, Málaga              | Málaga            | 0 – 0     | Borussia Dortmund |
| 9 de abril de 2013                                                                            | Cuartos de final Llave 1 | Signal Iduna Park, Dortmund              | Borussia Dortmund | 3 – 2     | Málaga            |
| Borussia Dortmund se clasificó a Semifinales con un global de 3–2.                            |                          |                                          |                   |           |                   |
| 24 de abril de 2013                                                                           | Semifinales Llave 2      | Signal Iduna Park, Dortmund              | Borussia Dortmund | 4 – 1     | Real Madrid       |
| 30 de abril de 2013                                                                           | Semifinales Llave 2      | Estadio Santiago Bernabéu, Madrid        | Real Madrid       | 2 – 0     | Borussia Dortmund |
| Borussia Dortmund se clasificó a la Final con un global de 4–3.                               |                          |                                          |                   |           |                   |

## Partido
| 1     | POR   | Roman Weidenfeller   |       |
| 26    | DEF   | Łukasz Piszczek      |       |
| 4     | DEF   | Neven Subotić        |       |
| 15    | DEF   | Mats Hummels         |       |
| 29    | DEF   | Marcel Schmelzer     |       |
| 8     | MED   | İlkay Gündoğan       |       |
| 6     | MED   | Sven Bender          | 90+1' |
| 16    | MED   | Jakub Błaszczykowski | 90+1' |
| 11    | MED   | Marco Reus           |       |
| 19    | MED   | Kevin Großkreutz     |       |
| 9     | DEL   | Robert Lewandowski   |       |
| D. T. | D. T. | Jürgen Klopp         |       |

| 1     | POR   | Manuel Neuer           |       |
| 21    | DEF   | Philipp Lahm           |       |
| 17    | DEF   | Jérôme Boateng         |       |
| 4     | DEF   | Dante                  |       |
| 27    | DEF   | David Alaba            |       |
| 31    | MED   | Bastian Schweinsteiger |       |
| 8     | MED   | Javi Martínez          |       |
| 10    | MED   | Arjen Robben           |       |
| 25    | MED   | Thomas Müller          |       |
| 7     | MED   | Franck Ribéry          | 90+1' |
| 9     | DEL   | Mario Mandžukić        | 90+2' |
| D. T. | D. T. | Jupp Heynckes          |       |

| 18 | MED | Nuri Şahin      | 90+1' |
| 23 | MED | Julian Schieber | 90+1' |

| 30 | MED | Luiz Gustavo | 90+1' |
| 33 | DEL | Mario Gómez  | 90+4' |

| 68' | İlkay Gündoğan | 1:1 |

| 60' · 89' | Mario Mandžukić Arjen Robben | 0:1 1:2 |

| 73' | Kevin Großkreutz |

| 29' · 73' | Dante Franck Ribéry |

| Principal  | Nicola Rizzoli  |
| Asistentes | Renato Faverani |
|            | Andrea Stefani  |
| Cuarto     | Damir Skomina   |

| Áreas | Gianluca Rocchi   |
|       | Paolo Tagliavento |

| 1     | POR   | Roman Weidenfeller   |       |
| 26    | DEF   | Łukasz Piszczek      |       |
| 4     | DEF   | Neven Subotić        |       |
| 15    | DEF   | Mats Hummels         |       |
| 29    | DEF   | Marcel Schmelzer     |       |
| 8     | MED   | İlkay Gündoğan       |       |
| 6     | MED   | Sven Bender          | 90+1' |
| 16    | MED   | Jakub Błaszczykowski | 90+1' |
| 11    | MED   | Marco Reus           |       |
| 19    | MED   | Kevin Großkreutz     |       |
| 9     | DEL   | Robert Lewandowski   |       |
| D. T. | D. T. | Jürgen Klopp         |       |

| 1     | POR   | Manuel Neuer           |       |
| 21    | DEF   | Philipp Lahm           |       |
| 17    | DEF   | Jérôme Boateng         |       |
| 4     | DEF   | Dante                  |       |
| 27    | DEF   | David Alaba            |       |
| 31    | MED   | Bastian Schweinsteiger |       |
| 8     | MED   | Javi Martínez          |       |
| 10    | MED   | Arjen Robben           |       |
| 25    | MED   | Thomas Müller          |       |
| 7     | MED   | Franck Ribéry          | 90+1' |
| 9     | DEL   | Mario Mandžukić        | 90+2' |
| D. T. | D. T. | Jupp Heynckes          |       |

| 18 | MED | Nuri Şahin      | 90+1' |
| 23 | MED | Julian Schieber | 90+1' |

| 30 | MED | Luiz Gustavo | 90+1' |
| 33 | DEL | Mario Gómez  | 90+4' |

| 68' | İlkay Gündoğan | 1:1 |

| 60' · 89' | Mario Mandžukić Arjen Robben | 0:1 1:2 |

| 73' | Kevin Großkreutz |

| 29' · 73' | Dante Franck Ribéry |

| Principal  | Nicola Rizzoli  |
| Asistentes | Renato Faverani |
|            | Andrea Stefani  |
| Cuarto     | Damir Skomina   |

| Áreas | Gianluca Rocchi   |
|       | Paolo Tagliavento |

| 1     | POR   | Roman Weidenfeller   |       |
| 26    | DEF   | Łukasz Piszczek      |       |
| 4     | DEF   | Neven Subotić        |       |
| 15    | DEF   | Mats Hummels         |       |
| 29    | DEF   | Marcel Schmelzer     |       |
| 8     | MED   | İlkay Gündoğan       |       |
| 6     | MED   | Sven Bender          | 90+1' |
| 16    | MED   | Jakub Błaszczykowski | 90+1' |
| 11    | MED   | Marco Reus           |       |
| 19    | MED   | Kevin Großkreutz     |       |
| 9     | DEL   | Robert Lewandowski   |       |
| D. T. | D. T. | Jürgen Klopp         |       |

| 1     | POR   | Manuel Neuer           |       |
| 21    | DEF   | Philipp Lahm           |       |
| 17    | DEF   | Jérôme Boateng         |       |
| 4     | DEF   | Dante                  |       |
| 27    | DEF   | David Alaba            |       |
| 31    | MED   | Bastian Schweinsteiger |       |
| 8     | MED   | Javi Martínez          |       |
| 10    | MED   | Arjen Robben           |       |
| 25    | MED   | Thomas Müller          |       |
| 7     | MED   | Franck Ribéry          | 90+1' |
| 9     | DEL   | Mario Mandžukić        | 90+2' |
| D. T. | D. T. | Jupp Heynckes          |       |

| 18 | MED | Nuri Şahin      | 90+1' |
| 23 | MED | Julian Schieber | 90+1' |

| 30 | MED | Luiz Gustavo | 90+1' |
| 33 | DEL | Mario Gómez  | 90+4' |

| 68' | İlkay Gündoğan | 1:1 |

| 60' · 89' | Mario Mandžukić Arjen Robben | 0:1 1:2 |

| 73' | Kevin Großkreutz |

| 29' · 73' | Dante Franck Ribéry |

| Principal  | Nicola Rizzoli  |
| Asistentes | Renato Faverani |
|            | Andrea Stefani  |
| Cuarto     | Damir Skomina   |

| Áreas | Gianluca Rocchi   |
|       | Paolo Tagliavento |

| 1     | POR   | Roman Weidenfeller   |       |
| 26    | DEF   | Łukasz Piszczek      |       |
| 4     | DEF   | Neven Subotić        |       |
| 15    | DEF   | Mats Hummels         |       |
| 29    | DEF   | Marcel Schmelzer     |       |
| 8     | MED   | İlkay Gündoğan       |       |
| 6     | MED   | Sven Bender          | 90+1' |
| 16    | MED   | Jakub Błaszczykowski | 90+1' |
| 11    | MED   | Marco Reus           |       |
| 19    | MED   | Kevin Großkreutz     |       |
| 9     | DEL   | Robert Lewandowski   |       |
| D. T. | D. T. | Jürgen Klopp         |       |

| 1     | POR   | Manuel Neuer           |       |
| 21    | DEF   | Philipp Lahm           |       |
| 17    | DEF   | Jérôme Boateng         |       |
| 4     | DEF   | Dante                  |       |
| 27    | DEF   | David Alaba            |       |
| 31    | MED   | Bastian Schweinsteiger |       |
| 8     | MED   | Javi Martínez          |       |
| 10    | MED   | Arjen Robben           |       |
| 25    | MED   | Thomas Müller          |       |
| 7     | MED   | Franck Ribéry          | 90+1' |
| 9     | DEL   | Mario Mandžukić        | 90+2' |
| D. T. | D. T. | Jupp Heynckes          |       |

| 18 | MED | Nuri Şahin      | 90+1' |
| 23 | MED | Julian Schieber | 90+1' |

| 30 | MED | Luiz Gustavo | 90+1' |
| 33 | DEL | Mario Gómez  | 90+4' |

| 68' | İlkay Gündoğan | 1:1 |

| 60' · 89' | Mario Mandžukić Arjen Robben | 0:1 1:2 |

| 73' | Kevin Großkreutz |

| 29' · 73' | Dante Franck Ribéry |

| Principal  | Nicola Rizzoli  |
| Asistentes | Renato Faverani |
|            | Andrea Stefani  |
| Cuarto     | Damir Skomina   |

| Áreas | Gianluca Rocchi   |
|       | Paolo Tagliavento |

|                                 |
| Bandera de Alemania             |
| Campeón F. C. Bayern 5.º título |